# Dióspatony
Dióspatony (szlovákul Orechová Potôň) Diósförgepatony község része Szlovákiában, a Nagyszombati kerületben, a Dunaszerdahelyi járásban.

## Fekvése
Dunaszerdahelytől 7 km-re északnyugatra fekszik.

## Története
Dióspatonyt először „Gyospothon” néven említik 1397-ben. 1524-ben II. Lajos adózási rendelete a Gellei Székhez tartozó falvak közé sorolja „Dios Pathon”-t is. Míg 1535-ben még csak 10 lakost írnak fel, addig az 1574. évi Urbárium már 24 családfőt néven nevez. A falunak ebben az időben már 16 jobbágy-, 4 zsellér- és 2 nemesi portája van. A 16. század végére már több család is nemesi címet nyer, s 1599-ben a falu határának jelentős része a Pálffyak tulajdonába kerül. Az 1646. évi Urbárium szerint a faluban 22 lakott és 11 üres porta található, valamint Dióspatonyban 17 gazda tulajdonában lévő háziállatok közül 55 ökör, 44 ló és 51 tehén volt. 1672-ben felszámolták a szentmihályfai református anyaegyházat, melynek következtében Pálffy Miklós főispán engedélyt ad a diósiaknak, hogy saját lelkészt tarthassanak. 1674-től azonban a faluban már sem tanító, sem pap működését nem engedélyezik. A mihályfai templom 1690-től ismét református lett, és ekkor újra maga köré gyűjti a patonyi hívőket is. A templom életében 1706. február 5-én újabb változás következett be, amikor kálvinista lett, majd 1729. június 18-án lesz ismét katolikus templommá. A Thököly-féle szabadságharc valamint a pestis során elpusztul Hegy- vagy Homokospatony és Felszerpatony, az életben maradt lakosainak egy része pedig Dióspatonyba költözik, amelynek 1712-ben 15 volt a lakott portái száma , zsellértelkeié pedig 4. A falut 1742-ben Bél Mátyás „Diós-Patony” néven említi. Egy 1758-ban kelt urbális összeírás szerint a falu 24 jobbágyi vagy kisnemesi földdel, valamint 46 ökörrel és 13 lóval rendelkezett.
Vályi András 1799-ben kelt jellemzése alapján a község egy: „Magyar falu Poson Vármegyében, földes ura G. Pálffy Uraság, lakosai katolikusok és reformátusok, fekszik Sz.Mihályfához nem messze, határja két nyomásbéli, tiszta rozsot, leginkább kukoritzát középszerűen terem, legelője, réttye, erdője van, piatza Somorján, határját a Duna vize mossa, szigettye is van.”
1828-ban már a falunak 56 háza, és 401 lakosa van. Diós- és Förgepatonyt 1850 körül egyesítik, amikor nevüket is összevonják. Diósförgepatonyban 1866-ban megnyílik az első református népiskola, majd 1870-ben fölépül a falu református temploma is. Dióspatony ekkor már anyaegyház lesz, első lelkésze Csiba Mihály.
1895 augusztusában megindul a vasúti forgalom a Pozsony-Dunaszerdahely szakaszon, majd a következő év novemberében, a Szerdahely-Komárom szakaszon is, ekkor Dióspatony „megálló rakodóhely” lesz.

## Népessége
2001-ben Diósförgepatony 1671 lakosából 1573 fő magyar és 99 szlovák volt.

## Nevezetességek
- Dióspatonyi Kulturális Napok